# 2013南投花卉嘉年華
2013南投花卉嘉年華為2013年12月29日至2014年2月2日在臺灣南投縣埔里鎮舉辦，為期36天的花卉活動。共分為兩個主場地（赤崁頂農場、花卉物流中心）16個展區。

## 歷史
- 2013年12月29日：於埔里赤崁頂農場舉行開幕典禮。[1]

## 簡介
- 主辦單位：南投縣政府、南投縣議會
- 指導單位：交通部觀光局、行政院農業委員會
- 宣傳標語：花遊湯旅，點亮幸福

## 園區概要
- 第1主場地：赤崁頂農場（共7個展區）
  - 幸福大道
  - 心動廣場
  - 幸福小徑
  - 七彩花錐區
  - 圓環花區
  - 繽紛花海
  - 溫帶花卉區
- 第2主場地：花卉物流中心（A～I共9個展區）
  - 大波斯菊
  - 黑麥草
  - 波斯菊
  - 孔雀草
  - 百日草
  - 黃波斯菊
  - 小向日葵
  - 白波斯菊
  - 大向日葵

## 外部連結
- 2013南投花卉嘉年華
- 南投縣政府（页面存档备份，存于）